# 8443 Svecica
8443 Svecica è un asteroide della fascia principale. Scoperto nel 1977, presenta un'orbita caratterizzata da un semiasse maggiore pari a 2,7955356 UA e da un'eccentricità di 0,2329887, inclinata di 10,40431° rispetto all'eclittica.